# Бубновка (Винницкая область)
Бу́бновка (укр. Бубнівка) — село на Украине, находится в Гайсинском районе Винницкой области.
Код КОАТУУ — 0520880603. Население по переписи 2001 года составляет 941 человек. Почтовый индекс — 23744. Телефонный код — 4334.
Занимает площадь 0,283 км².

## Адрес местного совета
23744, Винницкая область, Гайсинский р-н, с.Бубновка, ул.Первомайская, 49а, тел. 66-3-17.